# Arabiskt fullblod
Det arabiska fullblodet (ar: حصان عربي) är en av världens äldsta hästraser. Den härstammar från hela den Arabiska halvön och Mellanöstern där de avlades fram av beduinerna. Araben är en ädel hästras av ökentyp som ofta beskrivs som vacker och elegant. Gångarterna är flytande och med jämna och fria rörelser. Arabhästen uppnår ofta högre ålder än de flesta andra hästraser och de ädlare arabiska hästarna har under flera tusen år använts för att förädla andra hästar, och mer än 80 % av dagens modernare hästraser har under någon tid influerats eller förädlats av araben. 
Araben är en av världens mest eftertraktade hästraser, mycket på grund av sin mystik och sitt ädla utseende, men även då de är utmärkta allroundhästar som duger till all slags ridsport, westernridning och speciellt till distansritt då araber är typiska ökenhästar med en mycket stor uthållighet. Trots alla myter om arabens hetsiga humör så är rasen i de flesta fall utmärkta familjehästar som lever länge och är härdiga och motståndskraftiga mot sjukdomar. 
Arabiska fullblod har en mycket tydlig och unik karaktär med kort rygg, rundad nacke och en tydligt inåtbuktande nosprofil. Huvudet är lätt trekantigt med liten mule och platt panna. Araben har oftast även bara 17 revben, 16 svanskotor och 5 ländkotor i jämförelse med de normala 18 revben, 17 svanskotor och 6 ländkotor som hos andra hästar. De färre svanskotorna bidrar till arabens höga svansföring vid rörelse. Araberna blir oftast mellan 145 och 161 cm i mankhöjd och förekommer i alla färger utom  black, tigrerad och färgerna orsakade av creamgenen, t.ex. isabell och gulbrun. Inte heller konstantskimmelanlaget finns i rasen, men det förekommer ändå att hästar är registrerade som till exempel brunskimmel, som i dessa fall är en felaktig benämning på en häst som är (avblekbar) skimmel född brun. Skäck finns bara i betydelsen sabino, men de sabinoliknande mönster som finns hos araben orsakas inte av sabinogenen Sb1.

## Historia

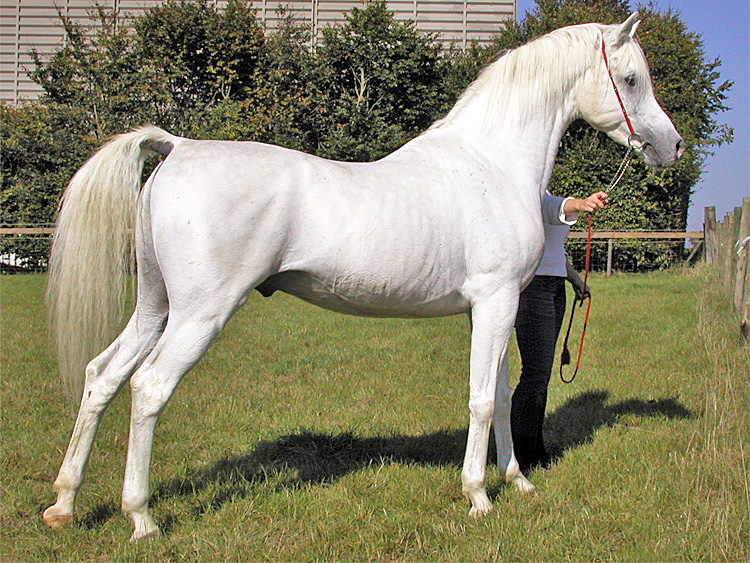
Det arabiska fullblodet kännetecknas av en smal, ädel exteriör, inåtbuktande nosrygg och en svans som ofta hålls högt vid rörelse.

Det arabiska fullblodet har med stor säkerhet funnits i över 4000 år, men det finns en sannolikhet att de har framavlats mycket tidigare än så. Det arabiska fullblodet räknas som den absolut äldsta hästrasen som framavlats av människan. I de arabiska länderna hyllades det arabiska fullblodet med olika sorters tävlingar och uthållighetsprov där de olika uppfödarna skulle visa upp det arabiska fullblodets egenskaper. Beduinerna värderade sina hästar mycket högt och skyddade dem så gott de kunde i det hårda ökenklimatet, bland annat lät de hästarna bo hos sig i tälten vid dåligt väder och gav dem vatten innan de själva drack.
Arabernas förfäder anses vara häst typ 4 som senare utvecklades till ädla ökenhästar. När man idag talar om ökenhästar menar man oftast araber, turkmenska hästar eller berberhästar. Under 1700-talet i England hade man dock ett stort antal namn för ökenhästar när man skulle utveckla sin egen fullblodshäst, det engelska fullblodet. Bland annat delade man upp dem i syriska, turkmenska, berbiska och persiska hästar, allt beroende på varifrån de kom. En av de tre största stamfäderna till det engelska fullblodet, Godolphin Arabian, var bland annat väl omdiskuterad om huruvida han var ett arabiskt fullblod eller en Berberhäst, medan Byerley Turk ansågs vara antingen arab eller turkmensk. Enbart Darley Arabian var av tydligt arabisk härkomst. 
Exakt hur det arabiska fullblodet utvecklades är osäkert men man vet att en häst med tydlig arabisk karaktär levde på Arabiska halvön cirka 2500 f.Kr. Beduinerna som har starka band till araben, går i sin tradition 3 000 år tillbaka i tiden till ett sto vid namn Baz och en hingst som hette Hoshaba. Stoet skulle ha fångats in i Jemen av en sonsons sonson till Noak som även han hette Baz. Beduinerna var väldigt noga med att hålla linjen ren och praktiserade en försiktig och selektiv avel, med en del inavel för att de bästa egenskaperna skulle föras vidare till nästa generation. Beduinerna höll även hårt på muntliga traditioner, därför skrevs aldrig hästarnas stamtavlor ner. Enbart en man bestämde sig för att sätta arabens historia i skrift. Den arabiska historikern El Kelbi satte sig ner år 786 e.Kr och han lyckades berätta en berättelse som gick mer än 3 000 år tillbaka i tiden och även om boken innehöll mer sagor än fakta så kartlade han arabernas urgamla anor. 
En mer vetenskaplig teori är baserad på de fyra grundtyperna, som utvecklades ur primitiva vildhästar för flera tusen år sedan. Häst typ 4 var en mycket slank ökenhäst som levde på stäpperna i västra Asien. Denna hästtyp var dock mycket liten med en mankhöjd på 110–120 cm. Den moderna motsvarigheten anses vara den kaspiska miniatyrhästen, en mycket liten hästras från Kaukasien. En teori finns om att den kaspiska hästen ingick i utvecklingen av det arabiska fullblodet genom att de utavlades med större turkmenska hästar. En teori anser även att araben kan räknas som en ättling till den mycket primitiva och numera utdöda Tarpanen som levde vilt på stäpperna i Eurasien och skogarna i Europa. Detta är dock mer än gissning och ännu har inga bevis hittats som stödjer denna teori. Tarpanens inflytande bör i så fall vara så litet att det inte går att urskilja i ett DNA-test.
Forskningar på araben har genomförts sedan flera hundra år tillbaka och forskarna har nu hittat eventuella bevis för att araben även kan ha utvecklats ur en egen underart till hästen som hittills varit okänd. Denna art kallas än så länge equus caballus pumpelli. Denna häst kan ha varit en prototyp till araben som domesticerades av beduinerna för 4 000–5 000 år sedan. Många forskare är dock överens om att araben spreds över hela Mellanöstern och Arabiska halvön under utbredningen av islam. 

### Beduinernas avelssystem

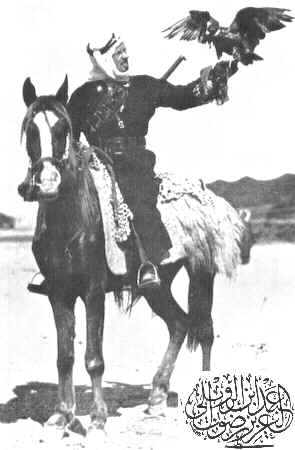
En beduin på en arabisk häst, tidigt 1900-tal

Under flera hundra år höll beduinerna koll på stamtavlorna till sina hästar genom muntlig tradition. De mest renrasiga kallades för Asil-araber och det var strikt förbjudet att korsa två hästar som inte var Asil-araber. Att korsa en asil-arab med en icke-asil gick däremot bra för att undvika inavel. Ston var mest värdefulla bland beduinerna och användes både till avel och ridning. De viktigaste linjerna inom den arabiska rasen grundades även på ston medan man i moderna avel går på hingstlinjerna. Beduinerna kastrerade dock aldrig hingstarna även om de ansåg att okastrerade hingstar var alldeles för heta för att använda inom krigföringen. Många hingstföl såldes därför, eller dödades. Enbart de bästa hingstarna behölls för avel. 
Under åren utvecklades flera olika typer eller linjer som alla hade sina egna unika egenskaper. Idag räknar man de fem ursprungliga linjerna till "Keheilan", "SeglawiSeglawi", "Abeyan", "Hamdani" och "Habdan". Det fanns även flera linjer i olika lokala uppfödningar, men dessa fem räknas som de främsta linjerna och alla araber som inte kan spåras till dessa linjer räknas inte som Asil-araber. Beduinerna trodde mycket starkt på renrasig avel och avlade helst inte utanför de fem linjerna. De menade att om ett sto avlades med en "oren" hingst skulle dennes ättlingar för alltid vara kontaminerade. Under mitten av 1950-talet skrev Carl Raswan, en författare och arabälskare, att han trodde att det i grund och botten bara fanns tre blodslinjer som representerade kroppstyper snarare än förfäder. Han beskrev dessa väldigt utförligt och namngav dem till "Kehilan" (maskulin typ), "Seglawi" (feminin typ) och "Muniqi" (en snabb kapplöpningstyp). 
Dessa mycket komplexa blodslinjer och typer var en del av beduinernas vardagliga liv. Beduinerna kände till härstamningen in i minsta detalj, tack vare den muntliga traditionen. Beduinerna använde även samma system i all slags avel, bland annat kameler och salukihunden, men även inom den egna familjen. Den första nedskrivna dokumentationen av beduinernas hästavel som myntade uttrycket "arabhäst" härstammar från 1330-talet. Senare DNA-tester på moderna araber har dock visat att två hästar som bevisligen tillhör samma linje inte alls bör tillhöra samma ätt.

### Arabens spridning
Dagens forskning har visat att araben först spreds med spridningen av islam med sin början under 600-talet e.Kr. De arabiska fullbloden spreds först till norra Afrika genom landbryggorna mellan Asien, sydöstra Europa och norra Afrika. Arabiska hästar fanns därför i norra Afrika redan under antiken. Målningar och fornfynd från antikens Egypten visar ofta stridshästar med arabens karaktäristiska inåtbuktande nosprofil och numera har Egypten en egen stam av arabiska hästar som kallas egyptisk arab. Araben bör även ha spridits från Egypten till södra Europa då fynd som härstammar från antikens Grekland och även under romerska kejsardömets storhetstid visar även hästar med tydligt arabiska drag. 

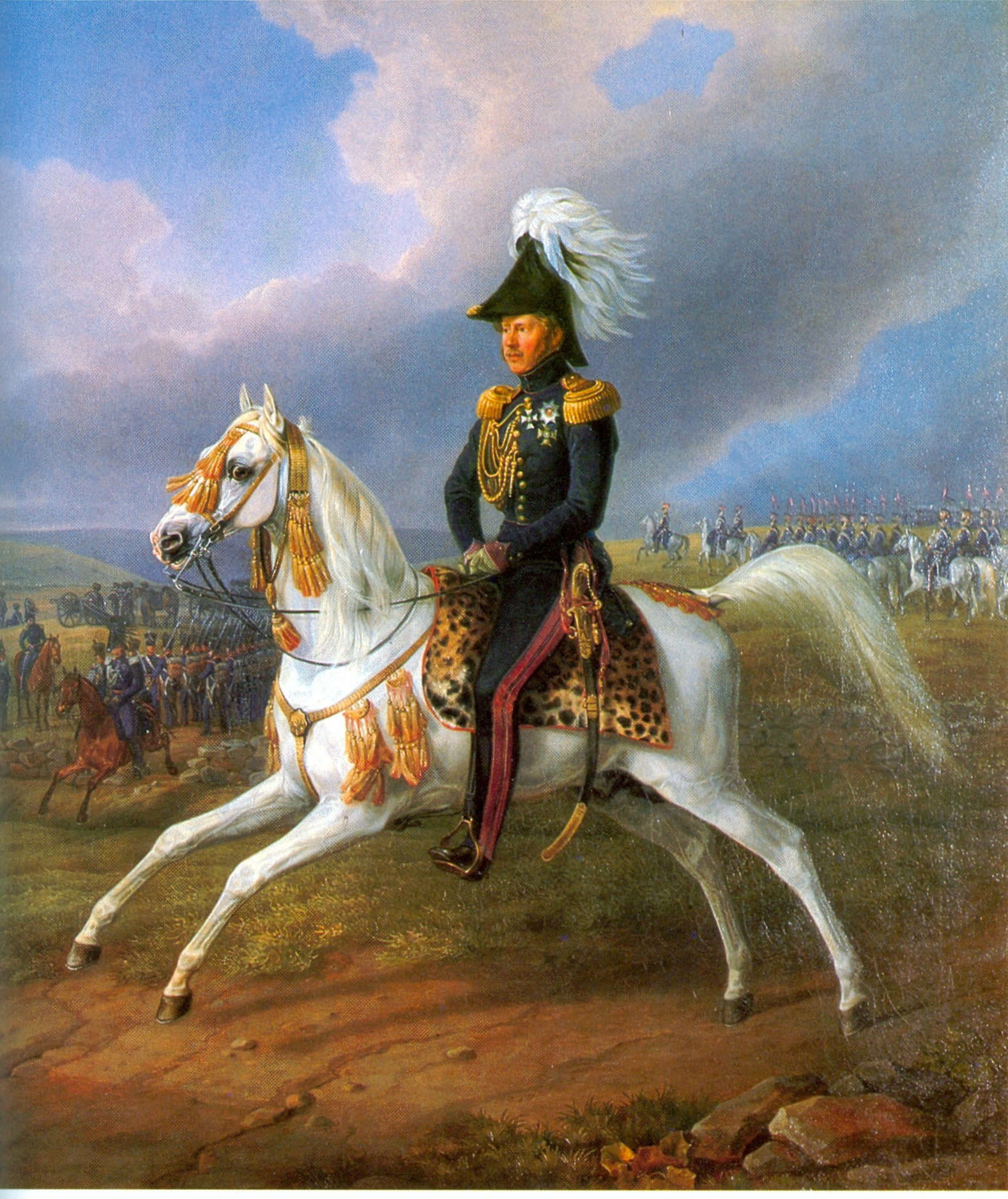
Vilhelm I av Wurttemberg var mycket förtjust i arabiska hästar och grundade bland annat Marbach-stuteriet i Wurttemberg i Tyskland år 1817.

Under 700-talet f.Kr invaderades även Spanien och Portugal av morerna från norra Afrika. Med sig hade de bland annat sina egna Berberhästar, men även ett stort antal arabiska fullblod. Under korståget som startade år 1095 invaderades Palestina av britterna och många arabiska hästar fördes tillbaka till Storbritannien som krigsbyten. Ökenhästar, och då även araber, spreds även till Europa från Turkiet under det osmanska riket mellan 1200-talet och början av 1900-talet. Det var under den här tiden som flest antal araber fördes till Europa, bland annat när turkarna skickade över 300 000 beridna soldater till Ungern år 1522. Många av dessa red på renrasiga arabiska fullblod som man hade tagit som krigsbyte under olika räder på arabiska halvön. 1529 nådde turkarna Wien i Österrike där de stoppades av den polska och ungerska armén. Hästarna beslagtogs och blev grunden till den förstklassiga avel av araber som idag bedrivs i Polen och Ungern. 
I Europa användes arabhästarna ofta för att skapa lättare och snabbare stridshästar av tunga kallblodshästar. Bland annat var Napoleon I:s favorithäst Marengo ett arabiskt fullblod. Nu importerades även de tre arabiska hingstar som skulle bli de tre stamfäderna till det engelska fullblodet. Större stuterier för avel av araber startades över hela Europa och i Ryssland under 1700-talet och 1800-talet, bland annat Babolna-stuteriet i Ungern år 1789 och Marbach-stuteriet i Tyskland som startades av kejsaren Vilhelm I, kung av Wurttemberg år 1817. Det absolut främsta stuteriet var dock Crabbet Arabian Stud i England som startades 1878 av poeten Wilfrid Scawen Blunt som gjorde många resor till Mellanöstern för att ta hem högklassiga arabiska fullblod till sin avel. En av de absolut viktigaste hingstarna i den moderna arabens historia var Skowronek, en skimmelfärgad hingst född i Polen, som köptes av Wilfrids dotter Judith Blunt-Lytton för att användas i aveln på Crabbet Arabian Stud. 
Under 1500-talet och 1600-talet koloniserades även den amerikanska kontinenten, främst av spanska conquistadorer. Dessa hade då med sig arabiska fullblod som härstammade från de araber som lämnats efter morernas invasion cirka 800 år tidigare. Tillsammans med de spanska hästarna och berberhästar har araberna ett stort inflytande på nästan alla dagens amerikanska hästraser. Till Australien importerades de första hästarna under 1800-talet då ön koloniserades. Än idag kan många araber som är födda i Australien spåras till en och samma hingst som kallades "Old Hector". Även engelska fullblod som fötts i Australien kan spåras till denna hingst. De flesta araber som importerades till Australien kom från England och var framavlade vid Crabbetstuteriet.

## Arabens mytologi och legender
Araben har alltid varit omsvärmad av mytologi och legender, inte minst när det gäller skapandet av det arabiska fullblodet. 

### Allah som skapare
Under 1800-talet diskuterade emiren Abd-el-Kader (1808-1883) arabens historia och ursprung med generalen Daumas (1803-1871). Han ville dela upp rasen i fyra olika tidsåldrar. Adam till Ismael, Ismael till Salomo, Salomo till profeten Muhammed och Muhammed till modern tid. Han berättade även hur araberna hade utvecklats. Det var en väldigt vacker historia, men den hade inte ett spår av utvecklingsteori och var mer sägen än sanning. Enligt legenden skapade Allah de arabiska hästarna med hjälp av de fyra vindarna. Araberna fick ande från Nordanvinden, styrka från Sunnanvinden, snabbhet från Östanvinden och intelligens från västanvinden. Medan han gjorde detta sa han: "Jag skapar dig, araben. Vid din pannlugg binder jag Seger i strid. På din rygg sätter jag rikedomar. Jag fäster dig som en av Jordens Skatter. Jag ger dig flykt utan vingar. 
En annan version av legenden hävdar att Allah skapade hästen ur Sunnanvinden:
"När Allah skulle skapa Hästen, sade han till Sunnanvinden, -Jag vill göra en varelse av dig, Förtäta dig. Och vinden förtätade sig. Strax uppenbarade sig ärkeängeln Gabriel och tog en handfull av stoftet och gav det till Allah, som av det skapade en mörk fux. Och han sade: Jag benämner dig Häst, jag döper dig till arab och jag ger dig myrans rödbruna färg, jag har hängt lyckan i din pannlugg, du skall vara de andra djurens Herre. Män skall följa dig vart du går, du skall vara lika snabb som förföljare som i flykten, rikedomar ska forslas på din rygg och du skall bringa lycka med dig. Sedan gav han hästen ärans och lyckans tecken, en vit stjärna i pannan."
Även om berättelsen om arabens ursprung var en vacker sägen så fanns det en gnutta verklighet i de fyra tidsåldrar som Abd-el-Kader talade om. Efter Ismaels död splittrades Beduinstammarna och arabens avel fortsatte under Salomos regering. Israel hade infört lagar som förbjöd hästhållning, men trots detta uppmuntrade Salomo till avel genom att hålla sig med 1 200 ridhästar och 40 000 vagnshästar i sitt kungliga stall. Efter Salomos tid spreds hästarna utanför Mellanöstern med hjälp av profeten Muhammed.

### Muhammeds skapelselegend
En annan välkänd myt om arabens ursprung namnger Muhammed som upphovsman till hela den arabiska rasen, även om arabens historia i själva verket är nästan 3000 år äldre än Muhammeds. Legenden finns i många olika varianter men den vanligaste berättar om hur Muhammed skulle välja de ston som skulle bli stamhästarna till araberna. För att välja de bästa stona skulle han testa deras mod och lojalitet. Han förde en stor flock med ston genom öknarna innan han fick syn på en oas. Han släppte därför lös alla stona och lät dem kapplöpa till oasen där de skulle få dricka vatten efter den långa vandringen. Innan hjorden nådde fram till vattnet visslade Muhammed till sig hästarna igen och enbart fem av dem vände och kom tillbaka innan de fått dricka. Dessa fem ston blev Muhammeds favoriter och kallades Al Khamsa som betydde "de fem". Detta begrepp är fortfarande vanligt bland beduinerna och hänvisar till de fem blodslinjerna som ska finnas hos renrasiga araber. Även om denna berättelse främst är en legend tror många arabiska uppfödare på att deras hästar härstammar från dessa fem ston.[källa behövs]

## De största arabstuterierna
Under 1700- och 1800-talet avlades några av de främsta arabiska hästarna fram på statliga stuterier i Europa. Polen och Ungern låg i topp på både kvalitet och kvantitet på sina arabiska hästar, tillsammans med Tyskland och Frankrike. En del privata stuterier hade också fått god status och betydde mycket för arabens framgångar. Den polska familjen Potocki var goda representanter för den polska traditionen inom arabaveln. 
I Storbritannien grundade Wilfrid Scawen Blunt och hans fru Anne ett eget stuteri för att avla högklassiga araber. Deras stuteri Crabbet Arabian Stud hade flera hästar av hög kvalitet och rena blodslinjer och de flesta av dessa hästar hade paret fått hem efter sina resor till Arabien under slutet av 1800-talet, samt från det stuteri som paret hade i Egypten. Rasen var då på väg att degenereras på grund av att många högklassade varmblodshästar föddes upp som inte bara var atletiska utan även lugnare att handskas med. 1800-talet var även de hästdragna vagnarnas guldålder och den största efterfrågan låg på större, starkare och lugnare körhästar istället för araber.  
Paret Blunt köpte då världens mest berömda samling av arabhästar, som då tillhörde Abbas Pascha I. Dessa hästar fördes till Crabbet stuteri i England där de senare utgjorde grunden i all arabhästavel inte bara i Storbritannien utan även i USA, Australien och Sydafrika. Paret Blunt fick senare en dotter som i vuxen ålder skulle ärva gården efter sin far, Judith Blunt-Lytton. Det var när hon tog över gården som hon köpte en polsk arabhingst vid namn Skowronek som blev en av de viktigaste avelshingstarna i Arabhästarnas nutida historia. 
Idag är det arabiska fullblodet mycket populär både bland statliga och privata stuterier. Förstklassiga arabiska fullblod har alltid varit en uppskattad gåva mellan stadsöverhuvuden världen över. Bland annat håller sig livgarden i Indien med en arabisk hingst av högsta klass, en gåva från Australien, som används inom aveln för livgardets hästar.

## Beskrivning

### Temperament
Arabiska fullblod har ett rykte om sig att vara mycket livliga och heta, men sanningen är att de har ett relativt fromt temperament men däremot mycket skarpa sinnen och instinkter som gör dem mycket uppmärksamma på vad som händer runt omkring. Därför kan araber även reagera förhållandevis snabbare än modernare framavlade raser. Araber är mycket intelligenta, lättlärda, tillgivna och de anpassar sig lätt till omgivningen. 
De arabiska hästarna har ofta rykte om sig att vara nerviga och nervösa och kräver ett vant och lugnt handlag. Men araben fungerar lika bra som familjehäst och även för barn. En välbehandlad och väluppfödd arab ska tåla att barn klänger på den och i nästa sekund ska den kunna byta skepnad på exempelvis utställningar då den ska visa sitt fina temperament och fullblodskaraktär.

### Karaktär

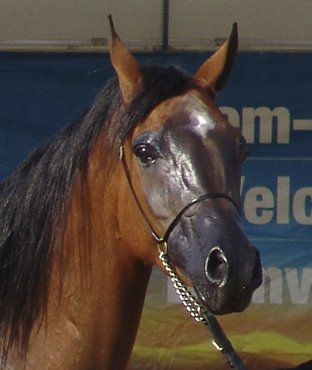
Denna häst har typisk arabisk karaktär i ansiktsdragen.

Arabiska fullblod är runt 143–155 cm höga och väger ungefär 350–500 kg. Alla färger är tillåtna hos araben, utom skäck, tigrerad och black. Dock är det inte helt ovanligt att araben kan födas med dessa färger. Dessa hästar, eller deras avkommor, får dock inte registreras som renrasiga araber och inte heller användas inom aveln. Idag kan skäckfärgade araber istället registreras som Pintabian. 
Arabens huvud är litet och brett med en mycket konkav profil. Ögonen är stora, mörka och är lågt placerade. Stora utmejslade näsborrar ska vara rörliga så att de kan utvidga sig vid ansträngning. Öronen är små och sitter långt ifrån varandra. Halsen skall vara lång, den skall vidare vara elegant böjd, och strupranden torr och välmarkerad. Ryggen skall vara kort och stark. Huden är tunn och det är inte ovanligt att ådrorna syns. Hovskägg förekommer i ringa omfattning eller saknas helt. Taglet i man och svans är mjukt och ibland lite vågigt. Manen ska ej klippas då en arab alltid ska ha lång man.  
Araben är speciell eftersom den oftast har sjutton par revben, ibland arton som övriga hästraser. Den har sexton svanskotor istället för arton, och oftast fem ländkotor istället för sex. Detta förklarar arabens speciella, höga svansföring. Det är svansen tillsammans med huvudet som kanske tydligast utmärker en arabhäst. Rörelserna hos en arabhäst ska vara flytande och mjuk med fjädrande steg. Arabhästarna är även starka i förhållande till sin storlek men de har mest använts till förädling av andra raser på grund sin uthållighet och kondition som räknas som världens bästa . 
Många entusiaster lever efter hårda regler när det gäller arabens utseende. Man säger att arabens mule ska vara så liten att den får plats i en kupad hand och käkbenen ska vara så kraftigt rundade att en knuten näve får plats mellan dem. R.S Summerhays skrev om arabens ögon som "måste vara mörka och djupa, mycket själfulla hos ston, och synnerligen vaksamma hos hingsten, fylld av en enorm och utmanande värdighet".

## Användningsområden
Araben är en mycket flexibel hästras som kan användas inom all slags ridsport och även körning. Araben har dock främst gjort sig ett namn inom distansritt där de är i det närmaste oslagbara, mycket på grund av sin uthållighet och sitt förflutna som ökenhäst där de tvingades leva på sämre foder och med lite vatten. Araben har även på senare tid blivit vanlig inom westernridning. På många platser runt om i världen tävlar man även med araber inom galopp i speciell arabgalopp. 
Men trots arabens rykte om att ha ett hett temperament fungerar araben som en utmärkt familjehäst och allroundhäst. Araber tävlas inom de flesta discipliner så som banhoppning och dressyr. De mjuka rörelserna och den böjda nacken gör att de passar utmärkt inom dressyren och även om araben inte har hoppanlag kan de hoppa riktigt bra. Araber kan även köras. 
Araben har även blivit en mycket populär häst inom showridning och visas ofta upp på olika utställningar.  

## Betydelse

### Arabens förgreningar
Den egyptiska araben kännetecknas av en helt ren egyptisk stam. De egyptiska araberna skiljer sig en del från de till exempel polska. Bland annat brukar egyptierna ha längre ryggar, mer extremt inåtgående nosprofil. Ofta mer högrest (längre ben), dessutom brukar de ha ett längre huvud. Den arabiska fullblodshästen är ett resultat av en strikt selektiv avel för flera tusen år sedan. Men idag anses bara en liten del av alla världens arabhästar vara helt renrasiga och härstamma från dessa första stamfäder. De hästar som har en full stamtavla och är bevisat renrasiga kallas Asil-araber, där asil är det arabiska ordet för renrasig. För att få kallas Asil-arab måste det arabiska fullblodet ha påvisat släktskap med några av de första avelshingstarna inom minst fem generationer. De måste även ha en utmärkt exteriör och uthållighet. 
Det finns även olika förgreningar av det arabiska fullblodet som har utvecklats olika beroende på var de har avlats. Några av de mest renrasiga araberna är de egyptiska araberna. För att få kallas egyptisk arab krävs det att hästen i fråga enbart har bevisad egyptisk stam, utan influenser från andra sorters araber. Troligtvis är enbart 2 procent av världens araber idag av äkta egyptisk stam. Den egyptiska araben kännetecknas även av sitt utseende som inte har förändrats någonting på flera tusen år. Dagens araber kan ofta jämföras med riktigt gamla teckningar, skisser eller målningar av araber och likheten är oftast slående. 
I forna Persien avlades även araber men de persiska araberna är något större. De persiska araberna utgör en något större del av det arabiska beståndet än den egyptiska men är fortfarande relativt ovanlig. Idag avlas den persiska araben främst i Iran. Även i Syrien har araber avlats fram och den syriska hästen, som även kallas syrisk arab är ganska olik den vanliga araben genom att den är mindre ädel i exteriören. Men om den syriska hästen är av helt ren arabisk stam eller om den har utavlats med andra raser är inte bevisat.

### Arabens inflytande

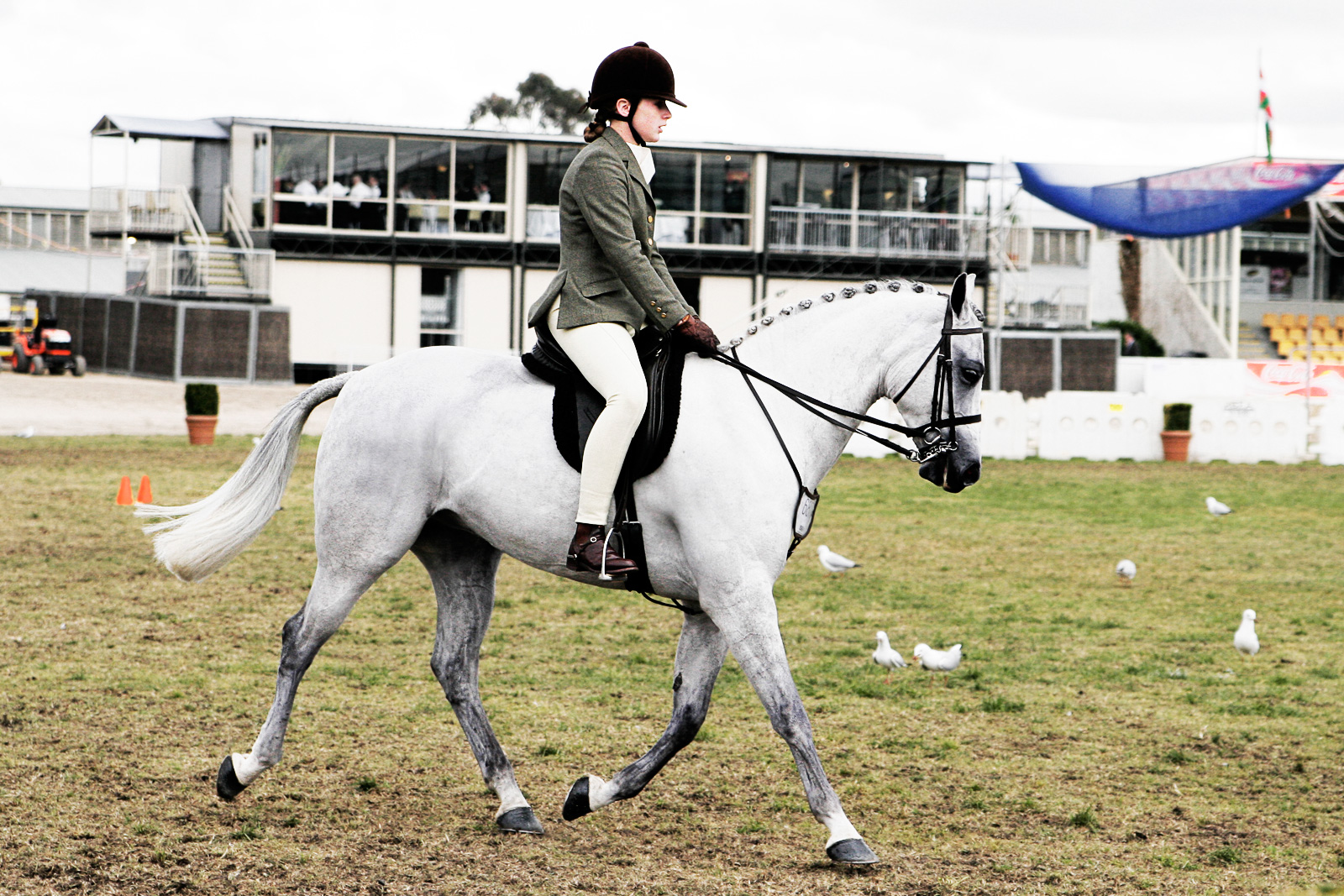
Det arabiska fullblodet har använts i utvecklingen av nästan 80 % av dagens hästraser och det syns tydligt hos vissa ponnyraser, som till exempel den här australiska ponnyn

Det arabiska fullblodet anses ofta som anfader till nästan alla världens hästraser då den ingår i eller har använts för att förbättra de flesta hästraser. Nästan alla Europeiska varmblodshästar har en bas av det engelska fullblodet i sig och det engelska fullblodet har in sin tur utvecklats ur tre arabiska fullblodshingstar som hette Byerley Turk, Darley Arabian och Godolphin Arabian. Många hästraser har sedan influerats ytterligare med inkorsning av araber. En del uppfödare har även försökt få fram egna versioner av araben bland annat den fransk-engelska angloaraben, den ungerska shagya-araben och den numera utdöda ryska streletskaraben.
Även mindre ponnyer har utvecklats med hjälp av araben, till exempel den australiska ponnyn och welshponnyn. Welsh kategori A, även kallad welsh mountain har ett tydligt arabiskt utseende. Även mindre ädla ponnyraser kan ha influerats av araberna. Detta är speciellt vanligt i länder runt Mellanöstern och i östra Asien. De japanska ponnyraserna som till exempel misakiponnyn har med största sannolikhet utvecklats med hjälp av riktigt primitiva hästar som den mongoliska vildhästen przewalskihäst som förädlats något med arabiskt blod. Då de mongoliska vildhästarna är så primitiva syns inte de arabiska influenserna lika tydligt, men ponnyerna blir något ädlare och inte lika primitiva. Ponnyrasen welara är en ren korsning mellan welshponny och arabiskt fullblod. 
På en del håll har även araben använts för att förbättra eller förädla tyngre kallblodshästar, och även göra dessa lättare efter att jordbruken mekaniserades under mitten av 1900-talet. Den franska percheronhästen har ibland tydliga orientaliska influenser i utseendet trots att de i övrigt är tunga och kraftiga kallblod.
Alla dagens nord- och sydamerikanska hästraser kan spåras tillbaka till de spanska hästarna som fördes till Amerika av de spanska conquistadorerna efter upptäckten av kontinenten på slutet av 1400-talet. Dessa spanska hästar hade utvecklats med hjälp av araber och berberhästar som fördes till Spanien via Nordafrika under 700-talet, då Europa invaderades av morerna. Idag är det även vanligt att många amerikanska hästraser korsas med araber och registreras i egna register, till exempel quaraben, moraben och arappaloosan.

## Övrigt om arabhästen
- Man sätter bokstäverna OX efter namnet på en renrasig arab. Angloaraben betecknas enbart med ett X och det engelska fullblodet med XX.
- Det triangulärt utformade huvudet ska enligt arabisk tradition bilda formen av en vapensköld som på arabiska kallas jibbah.
- 1964 bildades Svenska Arabhästföreningen (SAHF) - www.sahf.se.
- Alla renrasiga arabhästar ska registreras i en av WAHO (= World Arabian Horse Organisation), godkänd stambok.
- Den svenska och godkända stamboken för arabiska fullblod som är medlem i WAHO är ARAB (= Arabhäst Registraturen AB). ARAB nyregistrerar svenskfödda föl, importer, exporter, ägarbyten samt utfärdar pass mm. Även arabkorsningar registreras via ARAB.
- Araberna kan bli så låga i mankhöjd att de egentligen skulle kategoriseras som ponny (d.v.s. under 148 cm) men kategoriseras alltid som en större häst även om de går under tillåtna mankhöjden.
- Den punkt där huvudet förenas med halsen kallas på arabiska för mitbah. Ju större bågen är här desto rörligare blir huvudet.
- Alla araber föds med 17 revben, 16 svanskotor och 5 ländkotor medan andra hästar oftast har 18 revben, 17 svanskotor och 6 ländkotor. Just detta är utmärkande för araben.
- Napoleons favorithäst Marengo var en vit arabisk hingst.
- Araben är en ståtlig och vacker häst och är väldigt känd inom utställningar.